# Peter Krohn
Peter Krohn (* 16. März 1932 in Hamburg; † 1. April 2021) war ein deutscher Zeitungsverleger und Fußballfunktionär. Als Präsident und anschließend Generalmanager des seinerzeit finanziell angeschlagenen Hamburger SV zwischen 1973 und 1977 gelang ihm die Sanierung und er führte den Verein zum Titelgewinn im DFB-Pokal von 1976 und im Europapokal der Pokalsieger von 1977 sowie zur Deutschen Vizemeisterschaft von 1976.

## Anfängliche Karriere
Peter Krohn studierte Volkswirtschaft an der Universität Hamburg. Nach seinem Abschluss als Diplomkaufmann promovierte er 1959 bei Karl Schiller mit einer Dissertation zum Thema „Direktimport“. Krohn begann sodann seine Karriere mit einer Management-Ausbildung beim Mineralölkonzern Esso. Anschließend wurde er Verlagsprokurist bei der im Axel-Springer-Verlag erscheinenden Zeitung Die Welt und stieg bald in das Direktorium des Gesamthauses auf. Nach einer Zwischenstation beim Hamburger Otto-Versand wurde er 1971 als Nachfolger von Gustav Schmidt-Küster Chef der SPD-eigenen Hannoverschen Druck- und Verlagsgesellschaft und damit zum Verleger ihrer siechenden Blätter Hannoversche Presse und Hannoversche Rundschau, die noch im selben Jahr zur Neuen Hannoverschen Presse zusammengelegt wurden. Lokalausgaben wie Hildesheimer Presse und Göttinger Presse wurden verkauft. Er ernannte sich alsbald zum Chefredakteur, was ihm unter anderem Kritik vom Deutschen Journalisten-Verband wegen Aufbrechens des Redaktionsstatuts einbrachte. Leitende Redakteure und die Geschäftsleitung stellten sich aber formell unisono hinter ihn. Zahlreiche Journalisten und Redakteure schieden aber, teils unfreiwillig, aus. Krohn machte durch umstrittene redaktionelle Einzelanweisungen und Marketingmaßnahmen auf sich aufmerksam. Die SPD beklagte Entpolitisierung. Annäherung an den Stil von Boulevardzeitungen brachte ihm den internen Beinamen „Kroenisch“, in Anlehnung an den seinerzeitigen Bild-Zeitungs-Chefredakteur Peter Boenisch, ein. 1972 wurde ihm dort nach zwei verlustreichen Jahren – Krohn wurde vorgehalten, er habe 1971 rund fünf und 1972 weitere vier Millionen Mark Minus gemacht – drei Tage vor Weihnachten gekündigt. Krohn war Mitglied der SPD, der er einmal aus einer „Studentenlaune“ heraus beigetreten war, ließ jedoch nach eigener Aussage seine Mitgliedschaft durch Einstellung der Beitragszahlungen auslaufen.

## Zeit beim Hamburger SV

### Vom Präsidenten zum Generalmanager
Peter Krohn, dessen Vater Hans Krohn in den Meistermannschaften des Hamburger SV von 1922 und 1923 stand, trat bereits zum 1. Februar 1967 dem HSV bei. Am 26. November 1973 wurde Krohn im Hamburger Curiohaus überraschend klar mit 379 Stimmen in einer Kampfabstimmung gegen Paul Benthien, der 95 der insgesamt 478 abgegebenen Stimmen erhielt, als Nachfolger von Horst Barrelet zum 27. Präsidenten des Hamburger Sportvereins gewählt. Seine Wahl wurde als „Sprung in eine neue HSV Ära“ angesehen. Programmpunkt Krohns war unter anderem die Integration des weiland mit 3,4 Millionen DM verschuldeten Vereins, der in den vorangegangenen drei Saisons zwischen Rang 10 und 14 in der Bundesliga rangiert hatte, mit dem HSV Ochsenzoll, dem formell selbständigen Trägerverein von Immobiliar wie den Trainingsstätten des Vereins, um den Kreditrahmen zu erweitern.
Bereits im Januar 1974 schloss er mit einem Spirituosenimporteur einen Vertrag mit einem Gesamtwert von zwei Millionen Mark um für die nächsten zweieinhalb Jahre den italienischen Aperitif Campari auf den Trikots des Hamburger SV zu bewerben. Der Verein war damit nach dem Braunschweiger TSV Eintracht, der im Jahr zuvor eine wenngleich substantiell geringer dotierte entsprechende Vereinbarung mit dem deutschen Spirituosenhersteller Jägermeister traf, der zweite Bundesligist in Deutschland, der sich die Trikotwerbung als Einnahmequelle erschloss.
Die Präsidentschaft Krohns endete mit seinem Rücktritt zum 1. Juli 1975, nachdem bei der Jahreshauptversammlung im Juni sein Ansinnen, als „geschäftsführender Präsident“ bezahlt zu werden, gescheitert war. Sein Nachfolger als Präsident wurde, zunächst kommissarisch, Paul Benthien. Krohns neues Amt war Generalmanager, der erste in dieser Funktion beim Verein. Sein Gehalt hier wird mit DM 150.000 angegeben und soll sich inklusive von ihm selbst festgelegten Prämien, dieselben wie die Spieler, auf bis zu DM 300.000 pro Jahr belaufen haben. Er selbst bezeichnete sich in dieser Phase einmal als den viertbestbezahlten Mitarbeiter des Vereins.

### Pionier von Fußball als Schaugeschäft
Krohn galt in Deutschland als einer der ersten, wenn nicht gar der erste Verfechter der Idee von Fußball als Showbusiness. Nach Einschätzung des Hamburger Abendblatts war Krohn „seiner Zeit weit voraus“. Für Krohn sei das Spielfeld „eine Opernbühne, das Stadion ein Musentempel“ gewesen. Krohn wurde als Ideen-Produzent bezeichnet. Krohn habe den Verein in eine „neue Dimension, in eine Symbiose aus Sport und Show“ geführt. Er habe sich „im Stile eines Revolutionärs“ „über das Idyll der Tradition“ hinweggesetzt und den HSV zum Markenartikel gemacht. Entsprechend führte er sogenannte „Showtrainings“ ein, bei denen bayerische Blaskapellen im Anstoßkreis spielten, Blödelbarden wie Mike Krüger auftraten und Ritte auf Elefanten zum Angebot gehörten, die fünfstellige Zuschauerzahlen anzogen. Die Presse sprach vom „Zirkus Krohn“. Um mehr Frauen zu Spielen anzuziehen, trat die Mannschaft 1976/77 in rosa und babyblauen Trikots an. Die Methode war, den HSV im Gespräch zu halten. Der Erfolg gab Krohn recht. Kamen in den letzten Saisons vor Krohns Amtsantritt noch 17.000 bis 18.000 Zuschauer zu den Bundesligaspielen ins Volksparkstadion, so zog der Verein unter Krohns Ägide im Schnitt zwischen 31.000 und 34.000 an. Der Begriff „Freundschaftsspiele“ wurde passé unter Krohn. Im Januar 1977 spielte Pokalsieger HSV gegen den Meister Borussia Mönchengladbach um den ersten, noch inoffiziellen Deutschen Supercup und vor Beginn der Saison 1977/78 wurde gegen den Europapokalsieger der Landesmeister, den Liverpool FC, vor ausverkauftem Haus um den Hafenpokal gespielt. Für seine Vermarktung des Fußballs wurde Krohn unter anderem von Alt-Bundestrainer Sepp Herberger kritisiert, der forderte, Krohn solle die Finger vom Fußball lassen.

### Stareinkäufe
Diese Maßnahmen erlaubten es dem Verein, 1977 den englischen Superstar Kevin Keegan für 2,2 Millionen Mark aus Liverpool anzuheuern. Krohn sagte, das Publikum dürfe nicht mit einem Knabenchor abgespeist werden, sondern habe Anspruch auf Stars. Bereits 1974 konnte der Transfer des Stürmers Willi Reimann von Hannover 96 für 700.000 DM zum HSV bewerkstelligt werden, auch dank eines freiwilligen Zuschlags von einer Mark pro Stehplatz und zwei Mark pro Sitzplatz. Prominente Zugänge, beide ablösefrei, waren 1975 auch der Libero Horst Blankenburg, Europacupgewinner mit Ajax Amsterdam, und der österreichische Nationalspieler Johann „Buffy“ Ettmayer vom Bundesligaabsteiger VfB Stuttgart, die beide keinen durchschlagenden Erfolg hatten, wobei sich der feine Techniker Ettmayer aber bald beim Publikum als Original beliebt machte. Nicht zustande kam ein von Krohn ausgehandelter Dreijahresvertrag mit Nationalspieler Paul Breitner, der für zwei Millionen Mark von Real Madrid kommen sollte, was aber im März 1977 vom Präsidium als zu teuer befunden wurde.

### Sportliche Entwicklung
Sportlich war Krohns Motto „Mittelmaß strebe ich nicht an.“ Vom seit 1973 amtierenden Trainer Kuno Klötzer verlangte er Pläne für das Vordringen auf vordere Bundesligaplätze. Krohn war auch durchaus bekannt dafür, dem Trainer in die Aufstellung hineinzureden. „Es sind ja immer nur Anregungen“, meinte Krohn. Nachdem der HSV in den beiden vorherigen Saisons die Bundesliga auf den Plätzen 10 und 14 abgeschlossen hatte, reichte es nach einem halben Jahr Präsidentschaft auch nur zum zwölften Rang, allerdings zog die Mannschaft ins Pokalfinale ein, wo aber Eintracht Frankfurt mit 3:1 die Oberhand behielt. 1975 waren die Hamburger bereits auf Platz 4 anzutreffen, der bis dahin besten Bundesligaplatzierung. Im UEFA-Cup, für den die Teilnahme am Pokalfinale qualifizierte, gelang der Einzug ins Viertelfinale, wo gegen Juventus Turin mit 0:2 und 0:0 achtbare Ergebnisse erzielt wurden. In der Folgesaison gelang gar der Einzug ins Halbfinale, wo der HSV knapp gegen den von Ernst Happel trainierten belgischen FC Brügge mit 1:1 und 0:1 ausschied. Ein großer Erfolg war auch die deutsche Vizemeisterschaft hinter den Titelverteidigern aus Mönchengladbach, seit dem Titelgewinn 1960 der größte Erfolg in diesem Wettbewerb. Der Pokalsieg durch ein 2:0 im Frankfurter Waldstadion gegen den 1. FC Kaiserslautern qualifizierte die Hanseaten für den Europapokal der Pokalsieger. Dort besiegte der HSV am 11. Mai 1977 im Olympiastadion von Amsterdam den Titelverteidiger RSC Anderlecht durch Tore von Schorsch Volkert und dem zu Saisonbeginn als Talent verpflichteten Felix Magath in den letzten zwölf Minuten mit 2:0 – der bis dahin größte Erfolg der Hamburger und der dritte Erfolg eines Bundesligavereins in diesem Wettbewerb.
In der Bundesliga verlief es für den HSV weniger erfreulich. Nach einem 12. Platz zur Hinrunde kam die mit Arno Steffenhagen und dem jungen Felix Magath verstärkte Mannschaft am Ende auf Rang 6. Krohn wurde erstmals ausgebuht und auch die Presse wurde zusehends kritisch. Der Trainer durfte sich aber an „Kuno, Kuno!“-Rufen erfreuen. Krohn meinte zwar, „ich mag ihn, obwohl er der alte Turnlehrer-Typ ist. Er genießt schon allein Sympathien, weil er Kuno heißt“, aber die Tage Klötzers beim HSV waren gezählt. Er unterschrieb noch vor dem Europapokalfinale einen Vertrag bei Hertha BSC, wenngleich ihm das eine Reduktion seiner monatlichen Bezüge von DM 8.000 auf DM 7.000 einbrachte. Klötzer war dennoch erleichtert: „Mir wird niemand in die Arbeit dreinreden. Für die rein sportlichen Dinge bin allein ich zuständig.“
Krohn hatte an seiner Stelle bereits Rudi Gutendorf, nach eigenem Bekunden der „Paradiesvogel unter den Trainern“, für ein Monatsgehalt von DM 11.000 angeheuert. Die Presse berichtete erstmals am 7. April 1977 darüber. Krohn stellte später fest, dass der Vertragsabschluss an seinem Geburtstag, dem 16. März erfolgte und meinte, „endlich habe ich den kongenialen Partner gefunden“. Gutendorf versprach „Wir werden den totalen Fußball präsentieren. Meine psychologischen Kenntnisse erlauben es mir, jeden Spieler individuell anzusprechen.“
Der Saisonstart misslang gründlich mit einer 2:5-Niederlage beim MSV Duisburg, bei der der deutsche Nationalspieler Bernard Dietz den neuen HSV-Star Kevin Keegan nicht zur Entfaltung kommen ließ. Nach einer Serie von vier Siegen folgten durchwachsene Ergebnisse, darunter eine 0:2-Heimniederlage gegen den Aufsteiger und Lokalrivalen FC St. Pauli im heimischen Volksparkstadion. Mitte Oktober spitzte sich die Lage zu. Einer 0:4-Niederlage bei Eintracht Braunschweig um den Star Paul Breitner folgte bei der Verteidigung des Pokalsiegercups eine 1:2-Heimniederlage gegen den RSC Anderlecht. Nachdem drei Tage später in der Bundesliga eine Niederlage in gleicher Höhe gegen die gering eingeschätzte Mannschaft des 1. FC Saarbrücken nachgefolgt war, waren die Tage Gutendorfs, dem von der Mannschaft wenig Liebe entgegengebracht wurde, gezählt und Krohn forderte vom Präsidium dessen Entlassung, was schließlich zur Vertragsauflösung führte. Jugendtrainer Arkoç Özcan, zu Anfang des Jahrzehnts noch Torwart beim HSV, wurde zum ersten türkischen Bundesligatrainer. Krohns Position, schon vorher bei Presse und Verein umstritten, war damit auch nicht mehr zu halten und er bat um Beendigung seines Vertrags zum Ende des Monats, was akzeptiert wurde. Er hinterließ eine Barschaft von 700.000 DM. Der HSV beendete die Saison als Zehnter. Günter Netzer, 1972 mit der Nationalmannschaft Europameister, wurde zum Jahreswechsel Krohns Nachfolger als Manager, wenngleich mit wesentlich reduziertem Aufgabenfeld und einem Gehalt von nur DM 8.000 pro Monat.

### Nach dem Ausscheiden als Generalmanager
Peter Krohn wurde zum selbständigen PR-Berater und erschien als „Modellfigur der Whisky-Werbung auf den Titelseiten der Boulevardpresse.“ Von 1985 an war er Lehrbeauftragter für Sportmanagement am Institut für Sportwissenschaften der Georg-August-Universität Göttingen bei Arnd Krüger und maßgeblich am Aufbau des Studienschwerpunktes beteiligt.
1979 bemühte sich Krohn ein zweites Mal um das Amt des Präsidenten des Vereins, der in jenem Jahr erstmals seit 1960 die Meisterschaft gewonnen hatte. Auf der Jahreshauptversammlung am 18. Dezember kandidierte er gegen den vom scheidenden Präsidenten Paul Benthien bevorzugten Wolfgang Klein. Auch die Vereinslegende Uwe Seeler, Manager Netzer und Trainer Branko Zebec sprachen sich gegen Krohn aus. Klein wurde schließlich mit 760 gegen 235 Stimmen gewählt. Die Jahre bis 1987 sollten mit zwei weiteren Meisterschaften, vier Vizemeisterschaften und dem Sieg im Europapokal der Landesmeister 1983 (nach einer erfolglosen Finalteilnahme 1980) zur erfolgreichsten Ära des Vereins werden. Diese endete mit dem Abschied des 1981 geholten österreichischen Trainers Ernst Happel 1987. Mit dieser Zeit ging jedoch bereits ein steter Niedergang der Finanzkraft der Hanseaten einher. Ab Januar 1981 war Krohn in freiberuflicher Tätigkeit für die Öffentlichkeitsarbeit der Hamburger Trabrenngesellschaft zuständig.
In der zweiten Hälfte der 1990er Jahre war Krohn ein profilierter Gegner der Ausgliederung des professionellen Spielbetriebes in eine Aktiengesellschaft ähnlich dem seinerzeitigen Beispiel von Borussia Dortmund. Am 30. November 1998 wurde Krohn auf der Jahreshauptversammlung des Vereins, der sich hier vornehmlich mit dem Stadionneubau, einer möglichen Umstrukturierung und seiner misslichen finanziellen Lage auseinandersetzte, nach einer „enthusiastisch gefeierten Rede“ mit 441 von 608 Stimmen in den Aufsichtsrat gewählt; der nächstbeste Kandidat, Bernd Enge, kam auf 283 Stimmen. Krohn wurde Anfang 2001 stellvertretender Vorsitzender des Gremiums, von dem er sich am 21. Juni des Jahres wegen „seit einiger Zeit bestehender gesundheitlicher Probleme“ zurückzog.
Krohn, über ein halbes Jahrhundert verheiratet mit der Volkswirtin Doris, sollte weiterhin regelmäßiger Gast auf Jahreshauptversammlungen des Vereins bleiben und mit seinen Redebeiträgen für Aufmerksamkeit sorgen. Bei der hitzigen Jahreshauptversammlung von 2012 verließ er die Versammlung vorzeitig. Am 1. April 2021, nur 16 Tage nach seiner Ehefrau, verstarb Krohn im Alter von 89 Jahren.

## Tabellarium
Funktionen
- Präsident: 26. November 1973 – 30. Juni 1975
- Generalmanager: 1976–1977
- Aufsichtsrat: 1998–2001

Sportliche Erfolge als Präsident und Manager
- DFB-Pokal Finalist 1975
- DFB-Pokal 1976
- Europapokal der Pokalsieger 1977
- Deutscher Vizemeister 1976